# Giorgi Loria
Giorgi Loria (in georgiano გიორგი ლორია?; Tbilisi, 27 gennaio 1986) è un calciatore georgiano, portiere della Dinamo Tbilisi.

## Carriera

### Club
Muove i suoi primi passi nelle giovanili dell'Avaza Tbilisi, prima di passare alla Dinamo Tbilisi nel 2002.
Il 18 gennaio 2019 firma un contratto di sei mesi con il Magdeburgo, nella seconda divisione tedesca. Il 4 luglio viene tesserato a parametro zero dall'Anorthōsis, società cipriota.

### Nazionale
Esordisce in nazionale il 27 maggio 2008 contro l'Estonia in amichevole. Nel corso degli anni si ritrova titolare in pianta stabile fino al 2021, quando inizia a contendersi il posto con il più giovane portiere Giorgi Mamardashvili. 
Viene convocato per l'europeo 2024, il primo storico della sua nazionale, in cui svolge il ruolo di secondo a Mamardashvili, non disputando alcuna gara.
Il 6 giugno 2025 gioca la sua ultima partita con la propria nazionale, all'età di 39 anni, giocando da titolare e da capitano la gara amichevole vinta 1-0 contro le Fær Øer (lasciando posto al minuto 94 all'esordiente Davit Kereselidze), dandone l'addio dopo 79 presenze accumulate in 17 anni.

## Statistiche

### Presenze e reti nei club
Statistiche aggiornate al 10 novembre 2022.
| Stagione              | Squadra                | Campionato            | Campionato | Campionato | Coppe nazionali | Coppe nazionali | Coppe nazionali | Coppe continentali | Coppe continentali | Coppe continentali | Altre coppe | Altre coppe | Altre coppe | Totale | Totale |
| Stagione              | Squadra                | Comp                  | Pres       | Reti       | Comp            | Pres            | Reti            | Comp               | Pres               | Reti               | Comp        | Pres        | Reti        | Pres   | Reti   |
| --------------------- | ---------------------- | --------------------- | ---------- | ---------- | --------------- | --------------- | --------------- | ------------------ | ------------------ | ------------------ | ----------- | ----------- | ----------- | ------ | ------ |
| 2008-2009             | Dinamo Tbilisi         | UL                    | 3          | -          | CG              | 0               | 0               | UCL                | 0                  | 0                  | SG          | 0           | 0           | 3      | -      |
| 2009-2010             | Dinamo Tbilisi         | UL                    | 34         | -18        | CG              | 5               | -2              | UEL                | 4                  | -8                 | SG          | 1           | -2          | 44     | -30    |
| 2010-2011             | Dinamo Tbilisi         | UL                    | 35         | -21        | CG              | 3               | -3              | UEL                | 6                  | -6                 | -           | -           | -           | 44     | -30    |
| 2011-2012             | Dinamo Tbilisi         | UL                    | 18+12      | -17 + -12  | CG              | 1               | 0               | UEL                | 8                  | -6                 | -           | -           | -           | 39     | -35    |
| 2012-2013             | Dinamo Tbilisi         | UL                    | 15+9       | -12 + -2   | CG              | 8               | -5              | -                  | -                  | -                  | -           | -           | -           | 32     | -19    |
| 2013-2014             | Dinamo Tbilisi         | UL                    | 20+10      | -13 + -6   | CG              | 5               | -4              | UCL+UEL            | 4+2                | -5 + -8            | SG          | 1           | -1          | 42     | -37    |
| ago. 2014             | Dinamo Tbilisi         | UL                    | 0          | 0          | CG              | 0               | 0               | UCL                | 2                  | -4                 | SG          | 0           | 0           | 2      | -4     |
| Totale Dinamo Tbilisi | Totale Dinamo Tbilisi  | Totale Dinamo Tbilisi | 125+31     | -81 + -20  |                 | 22              | -14             |                    | 26                 | -37                |             | 2           | -3          | 206    | -155   |
| ago. 2014-2015        | OFI Creta              | SL                    | 25         | -51        | CG              | 5               | -2              | -                  | -                  | -                  | -           | -           | -           | 30     | -53    |
| 2015-2016             | Kryl'ja Sovetov Samara | PL                    | 14         | -13        | CR              | 1               | -1              | -                  | -                  | -                  | -           | -           | -           | 15     | -14    |
| 2016-2017             | Kryl'ja Sovetov Samara | PL                    | 25         | -33        | CR              | 0               | 0               | -                  | -                  | -                  | -           | -           | -           | 25     | -33    |
| 2017-2018             | Anži                   | PL                    | 13         | -17        | CR              | 0               | 0               | -                  | -                  | -                  | -           | -           | -           | 13     | -17    |
| 2018-gen. 2019        | Kryl'ja Sovetov Samara | PL                    | 0          | 0          | CR              | 0               | 0               | -                  | -                  | -                  | -           | -           | -           | 0      | 0      |
| Totale Krylja Sovetov | Totale Krylja Sovetov  | Totale Krylja Sovetov | 39         | -46        |                 | 1               | -1              |                    | -                  | -                  |             | -           | -           | 40     | -47    |
| gen.-giu. 2019        | Magdeburgo             | ZL                    | 11         | -10        | CG              | -               | -               | -                  | -                  | -                  | -           | -           | -           | 11     | -10    |
| 2019-2020             | Anorthōsis             | A                     | 20+1       | -18        | CC              | 2               | -1              | -                  | -                  | -                  | -           | -           | -           | 23     | -19    |
| 2020-2021             | Anorthōsis             | A                     | 24+10      | -20 + -16  | CC              | 4               | -2              | UEL                | 1                  | -3                 | -           | -           | -           | 39     | -41    |
| 2021-2022             | Anorthōsis             | A                     | 21+10      | -26 + -14  | CC              | 1               | 0               | UEL+UECL           | 2+3                | -3 + -3            | SC          | 1           | -1          | 38     | -47    |
| 2022-2023             | Anorthōsis             | A                     | 11         | -14        | CC              | 0               | 0               | -                  | -                  | -                  | -           | -           | -           | 11     | -14    |
| Totale Anorthōsis     | Totale Anorthōsis      | Totale Anorthōsis     | 76+21      | -78 + -30  |                 | 7               | -3              |                    | 6                  | -9                 |             | 1           | -1          | 111    | -121   |
| Totale carriera       | Totale carriera        | Totale carriera       | 341        | -333       |                 | 35              | -20             |                    | 32                 | -46                |             | 3           | -4          | 411    | -403   |

### Cronologia presenze e reti in nazionale
| Cronologia completa delle presenze e delle reti in nazionale ― Georgia | Cronologia completa delle presenze e delle reti in nazionale ― Georgia | Cronologia completa delle presenze e delle reti in nazionale ― Georgia | Cronologia completa delle presenze e delle reti in nazionale ― Georgia | Cronologia completa delle presenze e delle reti in nazionale ― Georgia | Cronologia completa delle presenze e delle reti in nazionale ― Georgia | Cronologia completa delle presenze e delle reti in nazionale ― Georgia | Cronologia completa delle presenze e delle reti in nazionale ― Georgia |
| Data                                                                   | Città                                                                  | In casa                                                                | Risultato                                                              | Ospiti                                                                 | Competizione                                                           | Reti                                                                   | Note                                                                   |
| ---------------------------------------------------------------------- | ---------------------------------------------------------------------- | ---------------------------------------------------------------------- | ---------------------------------------------------------------------- | ---------------------------------------------------------------------- | ---------------------------------------------------------------------- | ---------------------------------------------------------------------- | ---------------------------------------------------------------------- |
| 27-5-2008                                                              | Tallinn                                                                | Estonia                                                                | 1 – 1                                                                  | Georgia                                                                | Amichevole                                                             | -1                                                                     |                                                                        |
| 31-5-2008                                                              | Viseu                                                                  | Portogallo                                                             | 2 – 0                                                                  | Georgia                                                                | Amichevole                                                             | -2                                                                     |                                                                        |
| 20-8-2008                                                              | Swansea                                                                | Galles                                                                 | 1 – 2                                                                  | Georgia                                                                | Amichevole                                                             | -1                                                                     |                                                                        |
| 6-9-2008                                                               | Magonza                                                                | Georgia                                                                | 1 – 2                                                                  | Irlanda                                                                | Qual. Mondiali 2010                                                    | -2                                                                     |                                                                        |
| 10-9-2008                                                              | Udine                                                                  | Italia                                                                 | 2 – 0                                                                  | Georgia                                                                | Qual. Mondiali 2010                                                    | -2                                                                     |                                                                        |
| 11-8-2010                                                              | Chișinău                                                               | Moldavia                                                               | 0 – 0                                                                  | Georgia                                                                | Amichevole                                                             | -                                                                      |                                                                        |
| 17-11-2010                                                             | Capodistria                                                            | Slovenia                                                               | 1 – 2                                                                  | Georgia                                                                | Amichevole                                                             | -1                                                                     |                                                                        |
| 9-2-2011                                                               | Limassol                                                               | Armenia                                                                | 1 – 2                                                                  | Georgia                                                                | Amichevole                                                             | -                                                                      | 46’                                                                    |
| 3-6-2011                                                               | Spalato                                                                | Croazia                                                                | 2 – 1                                                                  | Georgia                                                                | Qual. Euro 2012                                                        | -2                                                                     |                                                                        |
| 10-8-2011                                                              | Lubin                                                                  | Polonia                                                                | 1 – 0                                                                  | Georgia                                                                | Amichevole                                                             | -1                                                                     |                                                                        |
| 2-9-2011                                                               | Tbilisi                                                                | Georgia                                                                | 0 – 1                                                                  | Lettonia                                                               | Qual. Euro 2012                                                        | -1                                                                     |                                                                        |
| 11-11-2011                                                             | Tbilisi                                                                | Georgia                                                                | 2 – 0                                                                  | Moldavia                                                               | Amichevole                                                             | -                                                                      |                                                                        |
| 24-5-2012                                                              | Wals-Siezenheim                                                        | Georgia                                                                | 1 – 3                                                                  | Turchia                                                                | Amichevole                                                             | -3                                                                     |                                                                        |
| 15-8-2012                                                              | Differdange                                                            | Lussemburgo                                                            | 1 – 2                                                                  | Georgia                                                                | Amichevole                                                             | -1                                                                     |                                                                        |
| 7-9-2012                                                               | Tbilisi                                                                | Georgia                                                                | 1 – 0                                                                  | Bielorussia                                                            | Qual. Mondiali 2014                                                    | -                                                                      | 86’                                                                    |
| 11-9-2012                                                              | Tbilisi                                                                | Georgia                                                                | 0 – 1                                                                  | Spagna                                                                 | Qual. Mondiali 2014                                                    | -                                                                      | 73’                                                                    |
| 14-11-2012                                                             | Tbilisi                                                                | Georgia                                                                | 0 – 0                                                                  | Egitto                                                                 | Amichevole                                                             | -                                                                      |                                                                        |
| 22-3-2013                                                              | Saint-Denis                                                            | Francia                                                                | 3 – 1                                                                  | Georgia                                                                | Qual. Mondiali 2014                                                    | -3                                                                     |                                                                        |
| 2-6-2013                                                               | Dublino                                                                | Irlanda                                                                | 4 – 0                                                                  | Georgia                                                                | Amichevole                                                             | -                                                                      | 20’                                                                    |
| 5-6-2013                                                               | Aalborg                                                                | Danimarca                                                              | 2 – 1                                                                  | Georgia                                                                | Amichevole                                                             | -2                                                                     |                                                                        |
| 6-9-2013                                                               | Tbilisi                                                                | Georgia                                                                | 0 – 0                                                                  | Francia                                                                | Qual. Mondiali 2014                                                    | -                                                                      | 87’                                                                    |
| 15-10-2013                                                             | Albacete                                                               | Spagna                                                                 | 2 – 0                                                                  | Georgia                                                                | Qual. Mondiali 2014                                                    | -2                                                                     |                                                                        |
| 5-3-2014                                                               | Tbilisi                                                                | Georgia                                                                | 2 – 0                                                                  | Liechtenstein                                                          | Amichevole                                                             | -                                                                      |                                                                        |
| 29-5-2014                                                              | Madrid                                                                 | Arabia Saudita                                                         | 0 – 2                                                                  | Georgia                                                                | Amichevole                                                             | -                                                                      |                                                                        |
| 3-6-2014                                                               | Ginevra                                                                | Emirati Arabi Uniti                                                    | 1 – 0                                                                  | Georgia                                                                | Amichevole                                                             | -1                                                                     |                                                                        |
| 7-9-2014                                                               | Tbilisi                                                                | Georgia                                                                | 1 – 2                                                                  | Irlanda                                                                | Qual. Euro 2016                                                        | -1                                                                     | 46’                                                                    |
| 11-10-2014                                                             | Glasgow                                                                | Scozia                                                                 | 1 – 0                                                                  | Georgia                                                                | Qual. Euro 2016                                                        | -1                                                                     |                                                                        |
| 14-10-2014                                                             | Faro                                                                   | Gibilterra                                                             | 0 – 3                                                                  | Georgia                                                                | Qual. Euro 2016                                                        | -                                                                      |                                                                        |
| 14-11-2014                                                             | Tbilisi                                                                | Georgia                                                                | 0 – 4                                                                  | Polonia                                                                | Qual. Euro 2016                                                        | -4                                                                     |                                                                        |
| 25-3-2015                                                              | Tbilisi                                                                | Georgia                                                                | 2 – 0                                                                  | Malta                                                                  | Amichevole                                                             | -                                                                      | 46’                                                                    |
| 29-3-2015                                                              | Tbilisi                                                                | Georgia                                                                | 0 – 2                                                                  | Germania                                                               | Qual. Euro 2016                                                        | -2                                                                     |                                                                        |
| 9-6-2015                                                               | Linz                                                                   | Georgia                                                                | 1 – 2                                                                  | Ucraina                                                                | Amichevole                                                             | -2                                                                     |                                                                        |
| 13-6-2015                                                              | Varsavia                                                               | Polonia                                                                | 4 – 0                                                                  | Georgia                                                                | Qual. Euro 2016                                                        | -4                                                                     |                                                                        |
| 11-11-2015                                                             | Tallinn                                                                | Estonia                                                                | 3 – 0                                                                  | Georgia                                                                | Amichevole                                                             | -3                                                                     |                                                                        |
| 5-9-2016                                                               | Tbilisi                                                                | Georgia                                                                | 1 – 2                                                                  | Austria                                                                | Qual. Mondiali 2018                                                    | -2                                                                     |                                                                        |
| 6-10-2016                                                              | Dublino                                                                | Irlanda                                                                | 1 – 0                                                                  | Georgia                                                                | Qual. Mondiali 2018                                                    | -1                                                                     |                                                                        |
| 9-10-2016                                                              | Cardiff                                                                | Galles                                                                 | 1 – 1                                                                  | Georgia                                                                | Qual. Mondiali 2018                                                    | -1                                                                     |                                                                        |
| 12-11-2016                                                             | Tbilisi                                                                | Georgia                                                                | 1 – 1                                                                  | Moldavia                                                               | Qual. Mondiali 2018                                                    | -1                                                                     |                                                                        |
| 24-3-2017                                                              | Tbilisi                                                                | Georgia                                                                | 1 – 3                                                                  | Serbia                                                                 | Qual. Mondiali 2018                                                    | -3                                                                     |                                                                        |
| 6-10-2017                                                              | Tbilisi                                                                | Georgia                                                                | 0 – 1                                                                  | Galles                                                                 | Qual. Mondiali 2018                                                    | -1                                                                     |                                                                        |
| 10-11-2017                                                             | Gori                                                                   | Georgia                                                                | 1 – 0                                                                  | Cipro                                                                  | Amichevole                                                             | -                                                                      |                                                                        |
| 24-3-2018                                                              | Tbilisi                                                                | Georgia                                                                | 4 – 0                                                                  | Lituania                                                               | Amichevole                                                             | -                                                                      |                                                                        |
| 6-9-2018                                                               | Astana                                                                 | Kazakistan                                                             | 0 – 2                                                                  | Georgia                                                                | UEFA Nations League 2018-2019 - 1º turno                               | -                                                                      |                                                                        |
| 9-9-2018                                                               | Tbilisi                                                                | Georgia                                                                | 1 – 0                                                                  | Lettonia                                                               | UEFA Nations League 2018-2019 - 1º turno                               | -                                                                      |                                                                        |
| 13-10-2018                                                             | Tbilisi                                                                | Georgia                                                                | 3 – 0                                                                  | Andorra                                                                | UEFA Nations League 2018-2019 - 1º turno                               | -                                                                      |                                                                        |
| 16-10-2018                                                             | Riga                                                                   | Lettonia                                                               | 0 – 3                                                                  | Georgia                                                                | UEFA Nations League 2018-2019 - 1º turno                               | -                                                                      |                                                                        |
| 15-11-2018                                                             | Andorra la Vella                                                       | Andorra                                                                | 1 – 1                                                                  | Georgia                                                                | UEFA Nations League 2018-2019 - 1º turno                               | -1                                                                     |                                                                        |
| 19-11-2018                                                             | Tbilisi                                                                | Georgia                                                                | 2 – 1                                                                  | Kazakistan                                                             | UEFA Nations League 2018-2019 - 1º turno                               | -1                                                                     |                                                                        |
| 23-3-2019                                                              | Tbilisi                                                                | Georgia                                                                | 0 – 2                                                                  | Svizzera                                                               | Qual. Euro 2020                                                        | -2                                                                     |                                                                        |
| 26-3-2019                                                              | Dublino                                                                | Irlanda                                                                | 1 – 0                                                                  | Georgia                                                                | Qual. Euro 2020                                                        | -1                                                                     |                                                                        |
| 7-6-2019                                                               | Tbilisi                                                                | Georgia                                                                | 3 – 0                                                                  | Gibilterra                                                             | Qual. Euro 2020                                                        | -                                                                      |                                                                        |
| 10-6-2019                                                              | Copenaghen                                                             | Danimarca                                                              | 5 – 1                                                                  | Georgia                                                                | Qual. Euro 2020                                                        | -5                                                                     |                                                                        |
| 8-9-2019                                                               | Tbilisi                                                                | Georgia                                                                | 0 – 0                                                                  | Danimarca                                                              | Qual. Euro 2020                                                        | -                                                                      |                                                                        |
| 12-10-2019                                                             | Tbilisi                                                                | Georgia                                                                | 0 – 0                                                                  | Irlanda                                                                | Qual. Euro 2020                                                        | -                                                                      |                                                                        |
| 15-10-2019                                                             | Gibilterra                                                             | Gibilterra                                                             | 2 – 3                                                                  | Georgia                                                                | Qual. Euro 2020                                                        | -2                                                                     |                                                                        |
| 15-11-2019                                                             | San Gallo                                                              | Svizzera                                                               | 1 – 0                                                                  | Georgia                                                                | Qual. Euro 2020                                                        | -1                                                                     |                                                                        |
| 5-9-2020                                                               | Tallinn                                                                | Estonia                                                                | 0 – 1                                                                  | Georgia                                                                | UEFA Nations League 2020-2021 - 1º turno                               | -                                                                      |                                                                        |
| 8-9-2020                                                               | Tbilisi                                                                | Georgia                                                                | 1 – 1                                                                  | Macedonia del Nord                                                     | UEFA Nations League 2020-2021 - 1º turno                               | -1                                                                     |                                                                        |
| 8-10-2020                                                              | Tbilisi                                                                | Georgia                                                                | 1 – 0                                                                  | Bielorussia                                                            | Qual. Euro 2020                                                        | -                                                                      |                                                                        |
| 14-10-2020                                                             | Skopje                                                                 | Macedonia del Nord                                                     | 1 – 1                                                                  | Georgia                                                                | UEFA Nations League 2020-2021 - 1º turno                               | -1                                                                     | Cap.                                                                   |
| 12-11-2020                                                             | Tbilisi                                                                | Georgia                                                                | 0 – 1                                                                  | Macedonia del Nord                                                     | Qual. Euro 2020                                                        | -1                                                                     |                                                                        |
| 18-11-2020                                                             | Tbilisi                                                                | Georgia                                                                | 0 – 0                                                                  | Estonia                                                                | UEFA Nations League 2020-2021 - 1º turno                               | -                                                                      |                                                                        |
| 25-3-2021                                                              | Solna                                                                  | Svezia                                                                 | 1 – 0                                                                  | Georgia                                                                | Qual. Mondiali 2022                                                    | -1                                                                     |                                                                        |
| 28-3-2021                                                              | Tbilisi                                                                | Georgia                                                                | 1 – 2                                                                  | Spagna                                                                 | Qual. Mondiali 2022                                                    | -2                                                                     |                                                                        |
| 31-3-2021                                                              | Salonicco                                                              | Grecia                                                                 | 1 – 1                                                                  | Georgia                                                                | Qual. Mondiali 2022                                                    | -1                                                                     |                                                                        |
| 6-6-2021                                                               | Enschede                                                               | Paesi Bassi                                                            | 3 – 0                                                                  | Georgia                                                                | Amichevole                                                             | -3                                                                     |                                                                        |
| 2-9-2021                                                               | Batumi                                                                 | Georgia                                                                | 0 – 1                                                                  | Kosovo                                                                 | Qual. Mondiali 2022                                                    | -1                                                                     |                                                                        |
| 5-9-2021                                                               | Badajoz                                                                | Spagna                                                                 | 4 – 0                                                                  | Georgia                                                                | Qual. Mondiali 2022                                                    | -4                                                                     |                                                                        |
| 9-10-2021                                                              | Batumi                                                                 | Georgia                                                                | 0 – 2                                                                  | Grecia                                                                 | Qual. Mondiali 2022                                                    | -2                                                                     |                                                                        |
| 12-10-2021                                                             | Pristina                                                               | Kosovo                                                                 | 1 – 2                                                                  | Georgia                                                                | Qual. Mondiali 2022                                                    | -1                                                                     |                                                                        |
| 11-11-2021                                                             | Batumi                                                                 | Georgia                                                                | 2 – 0                                                                  | Svezia                                                                 | Qual. Mondiali 2022                                                    | -                                                                      |                                                                        |
| 25-3-2022                                                              | Zenica                                                                 | Bosnia ed Erzegovina                                                   | 0 – 1                                                                  | Georgia                                                                | Amichevole                                                             | -                                                                      |                                                                        |
| 2-6-2022                                                               | Tbilisi                                                                | Georgia                                                                | 4 – 0                                                                  | Gibilterra                                                             | UEFA Nations League 2022-2023 - 1º turno                               | -                                                                      |                                                                        |
| 5-6-2022                                                               | Razgrad                                                                | Bulgaria                                                               | 2 – 5                                                                  | Georgia                                                                | UEFA Nations League 2022-2023 - 1º turno                               | -2                                                                     |                                                                        |
| 12-6-2022                                                              | Tbilisi                                                                | Georgia                                                                | 0 – 0                                                                  | Bulgaria                                                               | UEFA Nations League 2022-2023 - 1º turno                               | -                                                                      |                                                                        |
| 26-9-2022                                                              | Gibilterra                                                             | Gibilterra                                                             | 1 – 2                                                                  | Georgia                                                                | UEFA Nations League 2022-2023 - 1º turno                               | -                                                                      | 46’                                                                    |
| 25-3-2023                                                              | Batumi                                                                 | Georgia                                                                | 6 – 1                                                                  | Mongolia                                                               | Amichevole                                                             | -1                                                                     | 46’                                                                    |
| 12-10-2023                                                             | Tbilisi                                                                | Georgia                                                                | 8 – 0                                                                  | Thailandia                                                             | Amichevole                                                             | -                                                                      |                                                                        |
| 5-6-2025                                                               | Tbilisi                                                                | Georgia                                                                | 1 – 0                                                                  | Fær Øer                                                                | Amichevole                                                             | -                                                                      | Cap. 90+4’                                                             |
| Totale                                                                 |                                                                        | Presenze                                                               | 79                                                                     |                                                                        | Reti                                                                   | -85                                                                    |                                                                        |

## Palmarès

### Club

#### Competizioni nazionali
- Campionato georgiano: 3

Dinamo Tbilisi: 2007-2008, 2012-2013, 2013-2014
- Coppa di Georgia: 3

Dinamo Tbilisi: 2008-2009, 2012-2013, 2013-2014
- Supercoppa di Georgia: 2

Dinamo Tbilisi: 2005, 2008
- Coppa di Cipro: 1

Anorthosis: 2020-2021